# Oramia frequens
Oramia frequens là một loài nhện trong họ Agelenidae.
Loài này thuộc chi Oramia. Oramia frequens được William Joseph Rainbow miêu tả năm 1920.